# Olympische Jugend-Winterspiele 2012/Teilnehmer (Cayman Islands)
| Gelbes Symbol für Goldmedaillen mit stilisierten Olympischen Ringen | Graues Symbol für Silbermedaillen mit stilisierten Olympischen Ringen | Braundes Symbol für Bronzemedaillen mit stilisierten Olympischen Ringen |
| ------------------------------------------------------------------- | --------------------------------------------------------------------- | ----------------------------------------------------------------------- |
| —                                                                   | —                                                                     | —                                                                       |

Die Cayman Islands entsandten einen Athleten zu den Olympischen Jugend-Winterspielen 2012 in Innsbruck, der aber letztlich nicht antrat.
Der einzige entsandte Teilnehmer war der alpine Skifahrer Dean Travers, der jüngere Bruder von Dow Travers, der bei den Olympischen Winterspielen 2010 für die Cayman Islands antrat. Dean Travers nahm an der Eröffnungsfeier teil und war auch Fahnenträger seiner Nation, nahm aber letztlich an keinem Rennen teil.